# Panzertauchanzug

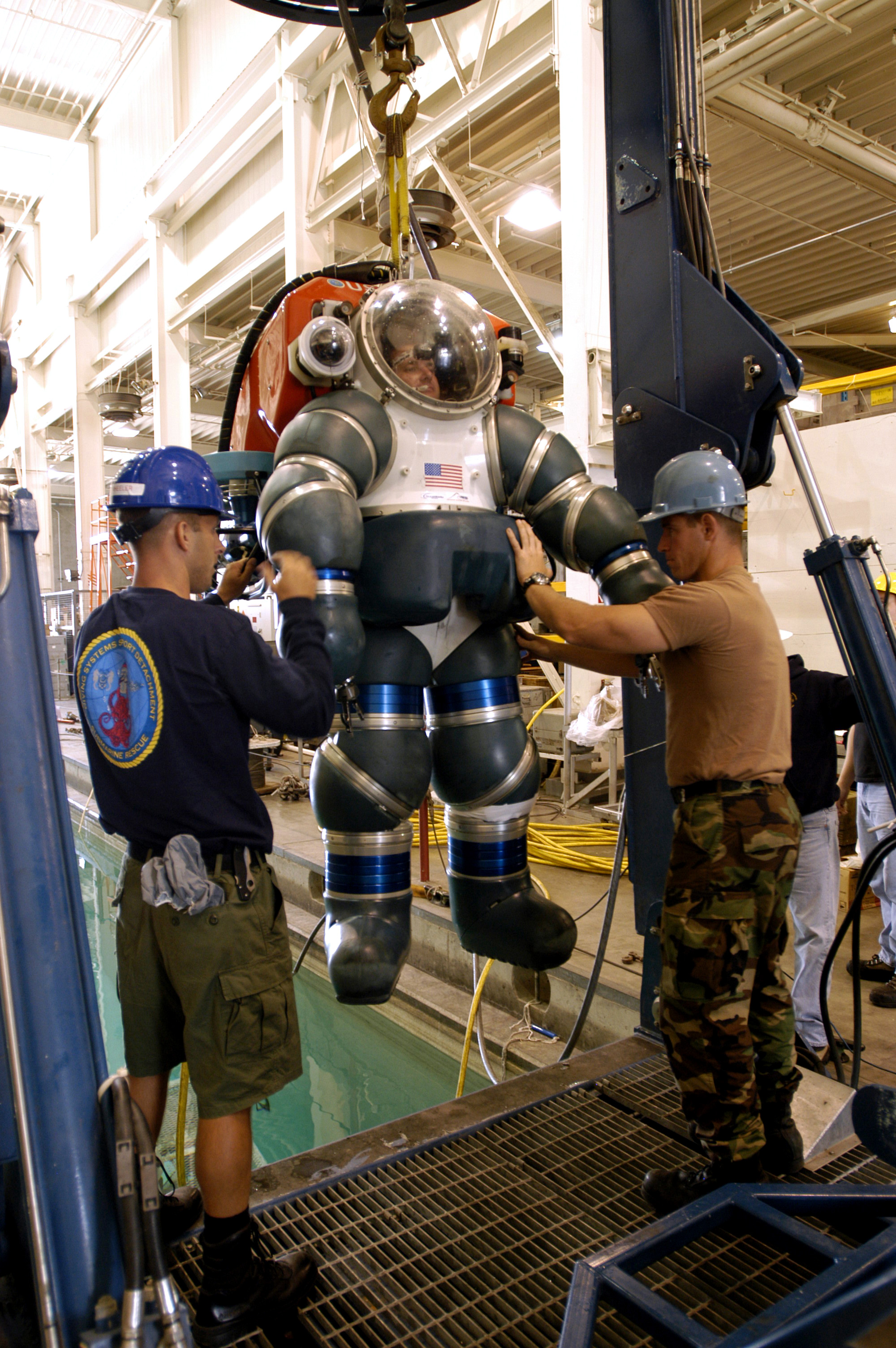
Training mit einem Panzertauchanzug 2005 (Atmospheric Diving Suit, kurz ADS, von Oceanworks mit blauen Distanzringen)

Beim Panzertauchanzug handelt es sich um eine Sonderform eines Tauchanzuges oder um ein bewegliches Einmann-U-Boot. Der Anzug ist starr, ein Druckausgleich mit dem Wasserdruck der Umgebung findet nicht statt. Die Beweglichkeit von Armen und Beinen wird durch spezielle, den Druck intern ausgleichende Gelenke hergestellt. Da eine Benutzung der Hände nicht möglich ist, werden Greifer als Manipulatoren eingesetzt.
Im Gegensatz zum Gerätetauchen können und konnten, auch ohne Einsatz von Sättigungstauchtechniken und Gasgemischen, bereits früh größere Tiefen erreicht werden und der Aufwand ist vergleichsweise geringer. Im Anzug selbst herrscht Oberflächendruck, eine Dekompression ist nicht notwendig. Als Atemgerät dient primär und sekundär (für Notfälle) in der Regel ein Sauerstoffkreislaufgerät. Abwerfbare Gewichte sorgen für eine Notaufstiegsmöglichkeit, der Anzug samt Taucher selbst ist dank Luftinhalt leichter als Wasser, er schwimmt auf.
In der englischen Literatur taucht die Technologie auch unter den Begriffen Hardsuit und Atmospheric Diving Suit auf. Die Umschreibungen Armoured Diver und Iron Man sind dagegen möglicherweise literarischen Ursprungs. Der ebenfalls verwendete Ausdruck Skaphander bezeichnet allgemein einen Druck- oder Schutzanzug, gemeint ist dabei oft eine reguläre Helmtaucherausrüstung oder ein Druckanzug für die Fliegerei.

## Geschichte

### Vorläufer

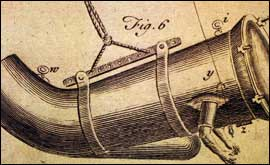
John Lethbridge's Tauchtonne war der erste geschlossene Tauchanzug. Er baute ihn 1715.

- Bei frühen Helmtaucheranzügen (und deren Entwürfen) gab es technisch wie physikalisch sinnlose Versuche, den „weichen“ Anzug gegen den Wasserdruck und allerlei Wassergetier zu „panzern“.
- Hölzerne, geschlossene Tauchtonne von John Lethbridge, England, 1715. Die Arbeit erfolgte mit freiliegenden Armen und Lederdichtungen am Oberarm. Bei Versuchen mit einer nachgebauten Tonne stellte sich der Wasserdruck als sehr schmerzhaft heraus, die Tauchtiefe war auf ca. 20 Meter begrenzt. Der Anzug bewährte sich 1725 bei erfolgreichen Bergearbeiten am Schiff Slot ter Hooge der ostindischen Kompanie.
- Entwürfe für Panzeranzüge stammen vom Kanadier Philip 1856, andere von den Amerikanern Bowdoin (1915) und Campos (1922). Soweit beurteilbar, wären die Entwürfe technisch und physikalisch nicht funktionsfähig gewesen.
- Beim eisernen Mann des italienischen Bergungsunternehmers Quaglia handelte es sich um eine reine Beobachtungskammer in Form eines aufrecht stehenden Zylinders mit einem Kranz aus zahlreichen Bullaugen. Der Einstieg in die druckfeste Kammer erfolgte über den Kopf, die Atmung wie bei späteren Anzügen über ein Sauerstoffkreislaufgerät. Ein Gewichtsanker und eine Telefonverbindung ermöglichten Bergungsarbeiten am 1922 gesunkenen Frachter Egypt, die von 1930 bis 1935 andauerten und im Wesentlichen mit Schaufelgreifern und Sprengstoff von der Oberfläche aus durchgeführt wurden.

### Frühe Typen

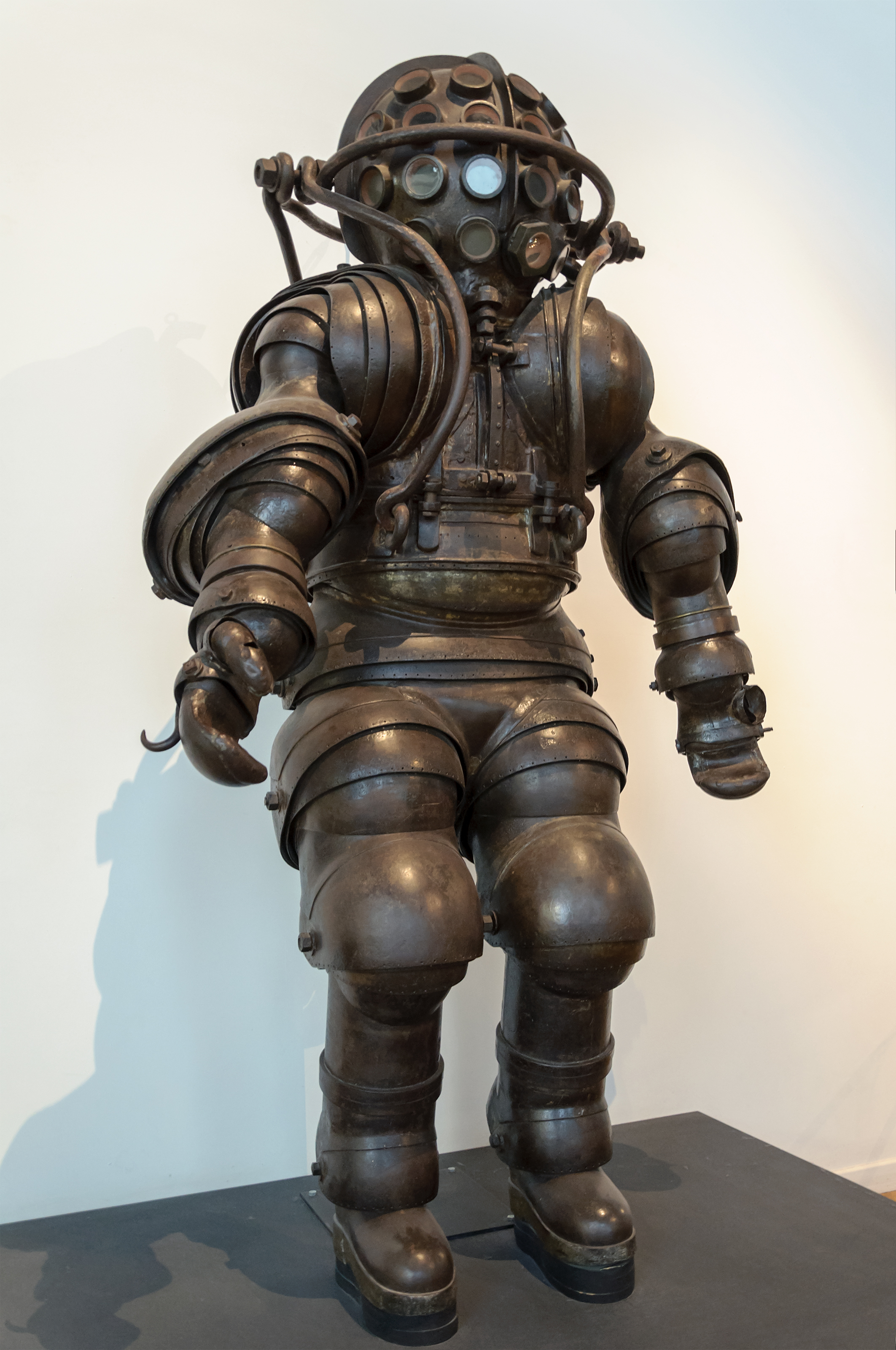
Anzug der Brüder Carmagnole von 1882

- Der vollständig geschlossene Anzug der französischen Brüder Carmagnole von 1882 weist halbrunde, mit Textilschlaufen gedichtete Gelenke auf. Der Ausblick im kugelförmigen Kopfteil war durch 20 kleine Bullaugen sichergestellt. Für den praktischen Einsatz war der Anzug noch zu fehlerhaft, er befindet sich heute im Marine-Museum von Paris.
- Von der deutschen Firma Neufeldt und Kuhnke stammen zwei Anzug-Konstruktionen für die deutsche Marine. Trotz Schwächen in der Gelenkkonstruktion konnten verschiedene Anzüge der Firma ab 1917 in Deutschland und Russland, später auch in Amerika eingesetzt werden. Es wurde eine Tiefe von rund 170 Metern erreicht, gedacht war unter anderem an den Einsatz in der U-Boot-Rettung. Der Anzug weist in der zweiten Version ein zylindrisches, abgerundetes Kopfteil auf, das auch als (verschraubter) Einstieg und Aufhängepunkt dient. Ein größeres, zentrales Bullauge dient neben mehreren kleinen dem Ausblick, ein Auftriebsbehälter in Hüfthöhe ergänzt die Konstruktion. Die einteiligen, nach unten gewinkelten Glieder wirken im Vergleich zur späteren Galeazzi-Bauweise noch unförmig und relativ geradlinig. Die erste Version des Anzugs unterscheidet sich vielfach von den späteren. Der zylindrische Anzug ist zweigeteilt, der Einstieg erfolgt durch die Hüfte, der Auftriebsbehälter befindet sich in Kopfhöhe. Die gegliederten Arme sind waagerecht montiert und lassen eine gewisse Ähnlichkeit mit der späteren Peress-Konstruktion erkennen. Der deutsche Anzug wurde bei der versuchten Rettung bzw. Bergung des britischen U-Bootes M1 eingesetzt, das Boot konnte aber letztendlich nicht gefunden werden.
- Der Italiener Galeazzi brachte erfolgreich mehrere verbesserte eigene Modelle, basierend auf der deutschen Konstruktion, heraus. Die Anzüge weisen eine stromlinienförmig abgerundete, moderne Form auf, der Anzugkörper wird, inklusive „Bauchansatz“, aus zwei Kugeln in achterform gebildet. Der Kopfeinstieg ist nach außen gerundet, um dem Außendruck besser widerstehen zu können. Beine und Arme sind jeweils einteilig und gekrümmt, als Kugelraupen ausgeführt. Eine „Nase“ mit weiteren Bullaugen hilft bei der Sicht nach unten.
- Der Amerikaner Peress experimentierte ab 1922 mit verschiedenen Gelenkkonstruktionen. Ein Anzug wurde 1930 fertiggestellt, von der Royal Navy getestet und schließlich 1937 ausgemustert. Jim Jarret tauchte mit diesem Modell 1935 zur Lusitania, die getestete Tauchtiefe betrug 120 Meter. Am zylinderförmigen Rumpf sind die gegliederten, unförmig wirkenden Arme nach vorne gestreckt, die Sauerstoffversorgung befindet sich außen. Ein Schwimmerbehälter entsprechend den deutschen Anzügen fehlt.

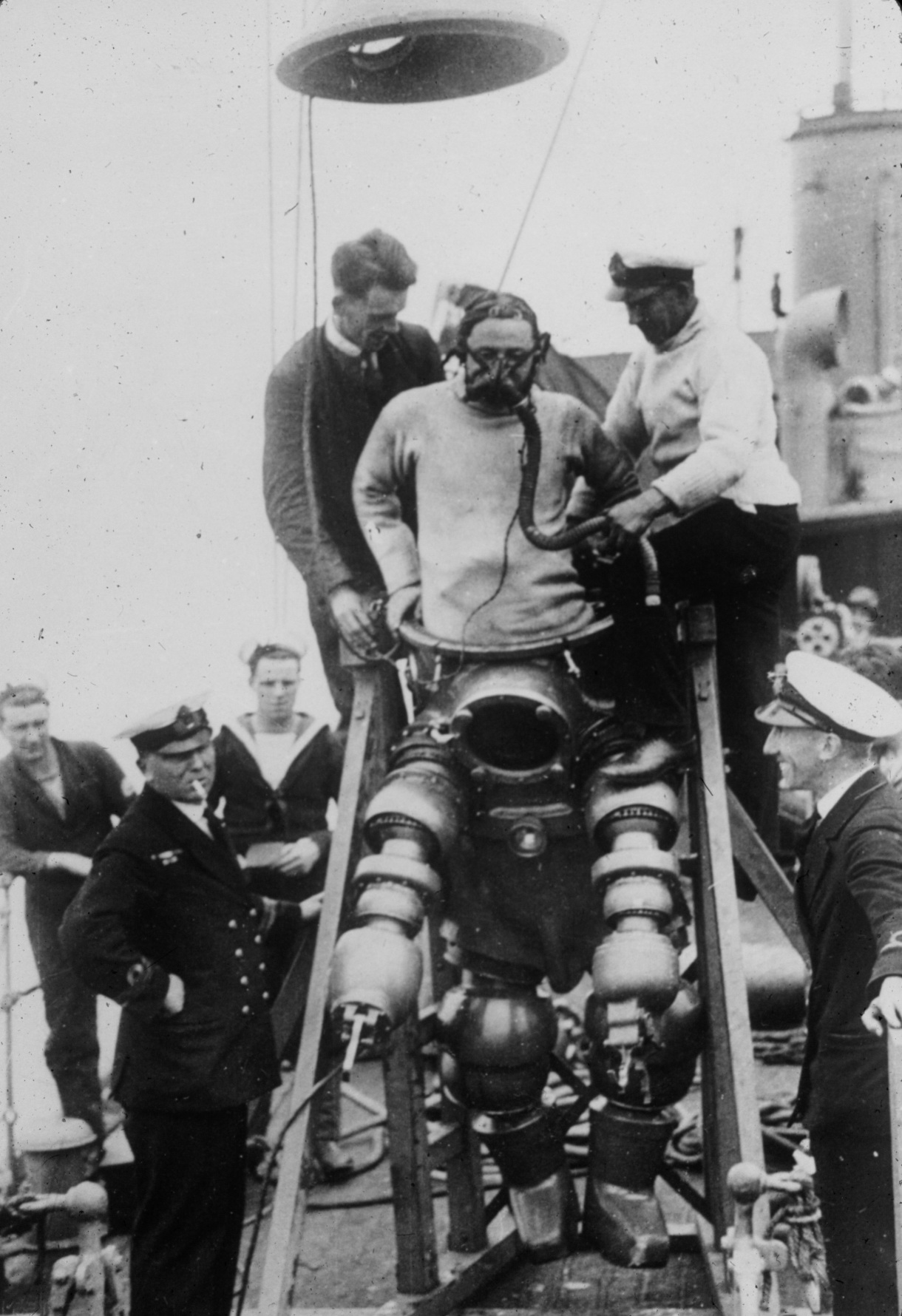
Einstieg in einen Anzug von Peress …
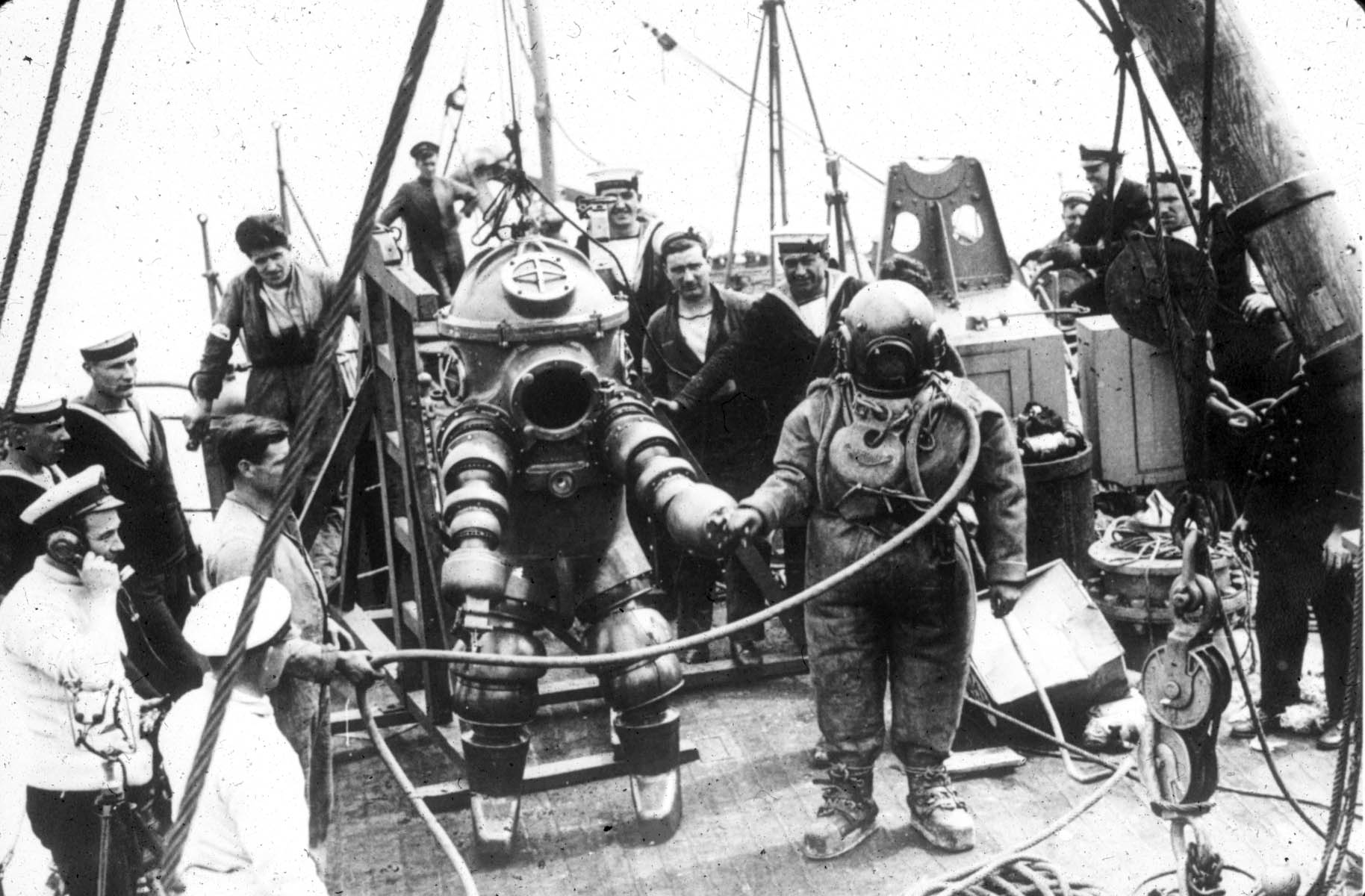
… um damit einen Tauchgang …
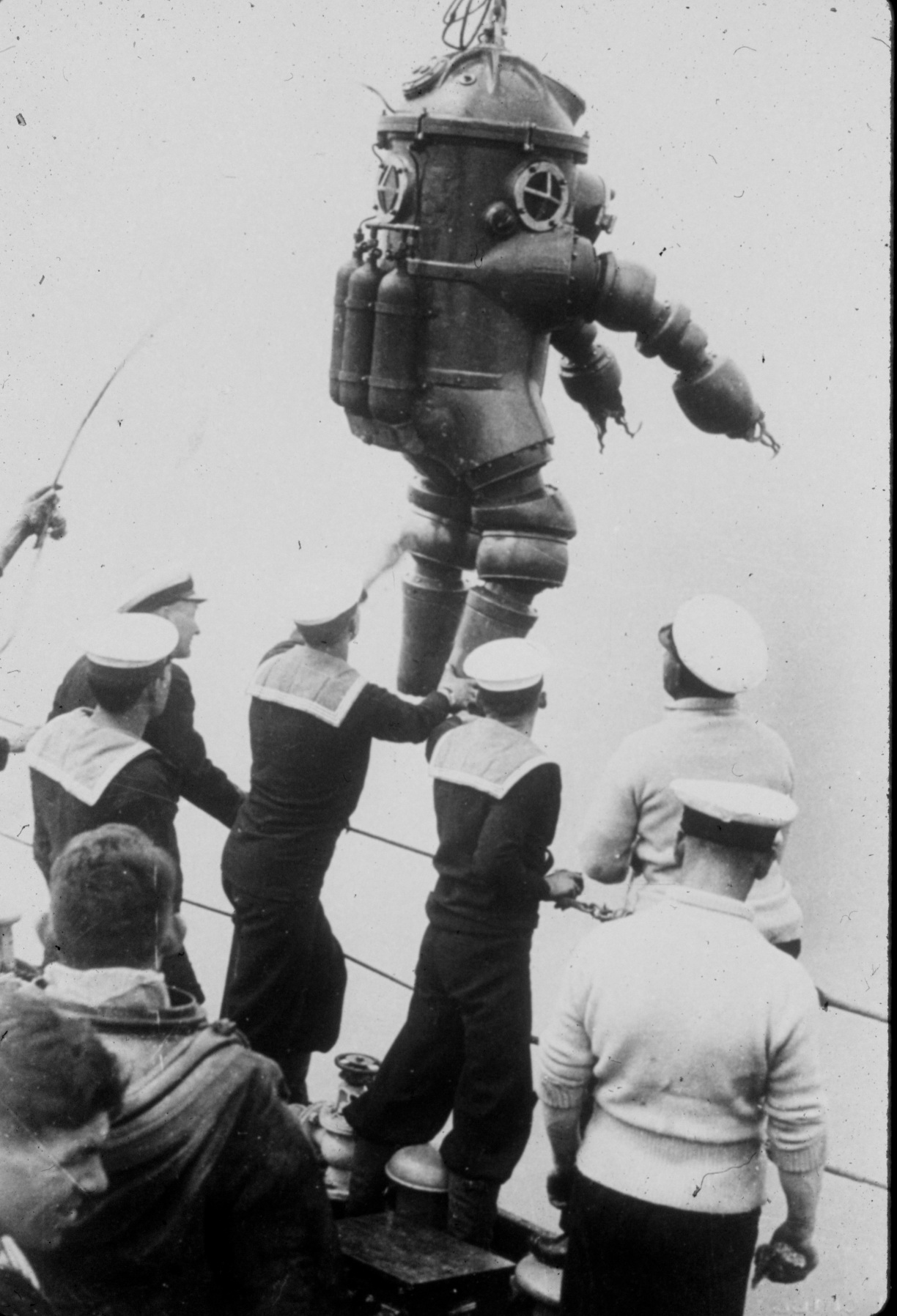
… zum Wrack der Lusitania zu machen.

## Bekannte und heute verwendete Typen
- JIM (erste Version): Britische Entwicklung von 1969, benannt nach dem Taucher Jim Jarret. Erster voll funktionsfähiger und vielseitig einsetzbarer Anzug. Vier große Bullaugen ähnlich einer Helmtauchausrüstung befinden sich im massiven runden Kopfstück; dieses ist zum Einstieg des Tauchers kippbar. Große kugelförmige Gelenke an Armen und Beinen mit internem Öldruckausgleich.
- JIM (folgende Version): Verbesserte Version(en) des JIM-Anzuges. Raupenförmige Gelenkarme mit zahlreichen kleinen Gelenksegmenten, Glashalbkugel zum Ausblick. Tauchtiefe rund 300 Meter.
- WASP: Am zylinderförmigen Rumpf finden sich Sichthalbkugel und raupenförmige Gelenkarme wie bei JIM wieder. Beine sind keine mehr vorhanden, Propeller sorgen bei diesem Beinahe-U-Boot für die Fortbewegung.
- NEWTSUIT (Phil Nuytten Kanada, Dräger, kommerziell bekannt als Hardsuit): Körperbetonte Anzugentwicklung für 350 (Typ 1) und 600 Meter (Typ 2) Tauchtiefe. Eine große Anzahl von Rotationsgelenken ergibt eine höhere Beweglichkeit; der Anzug kann mit Distanzelementen an verschiedene Körpergrößen angepasst werden. Die Sicht erfolgt durch ein großes gewölbtes Panoramabullauge (Zyklop); zusätzlich montierbare Propeller ermöglichen eine größere Beweglichkeit unter Wasser. Weiterentwicklungen des Newtsuit sind das Quantum II (OceanWorks)[1], das ADS2000 (US Navy)[2][3] und das Exosuit (Phil Nuytten, Nuytco Research)[4].

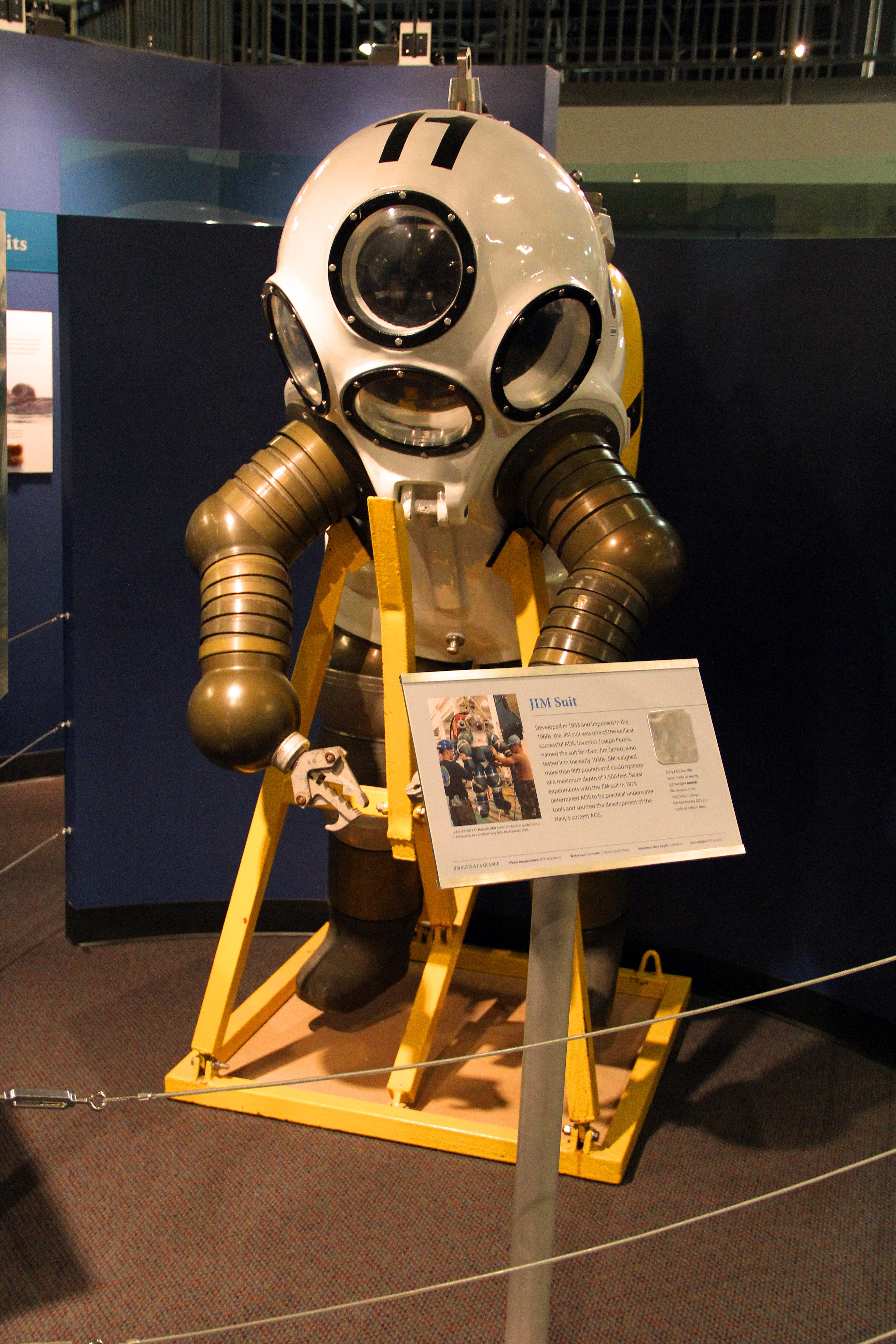
JIM (erste Version)
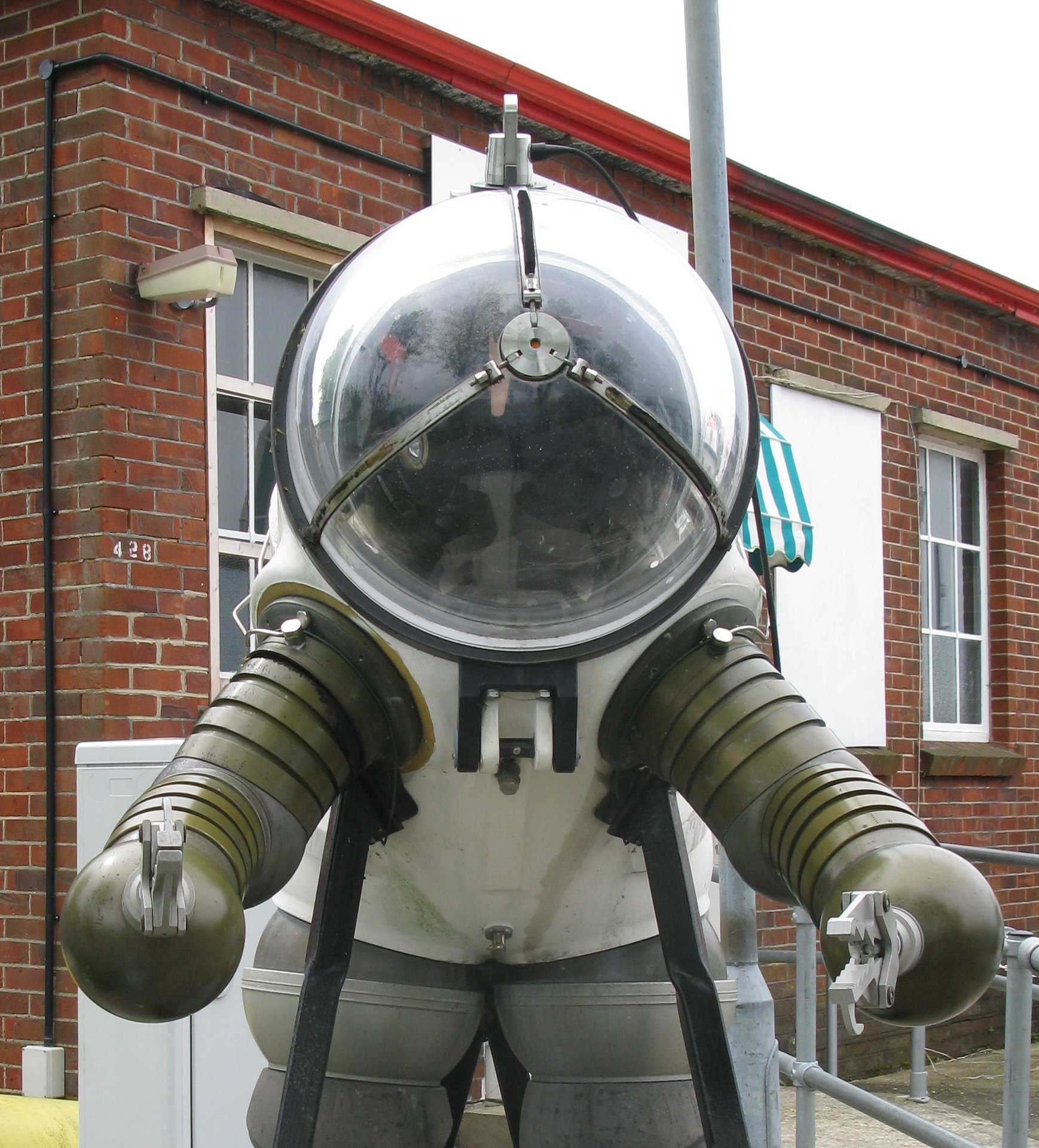
JIM (folgende Version)
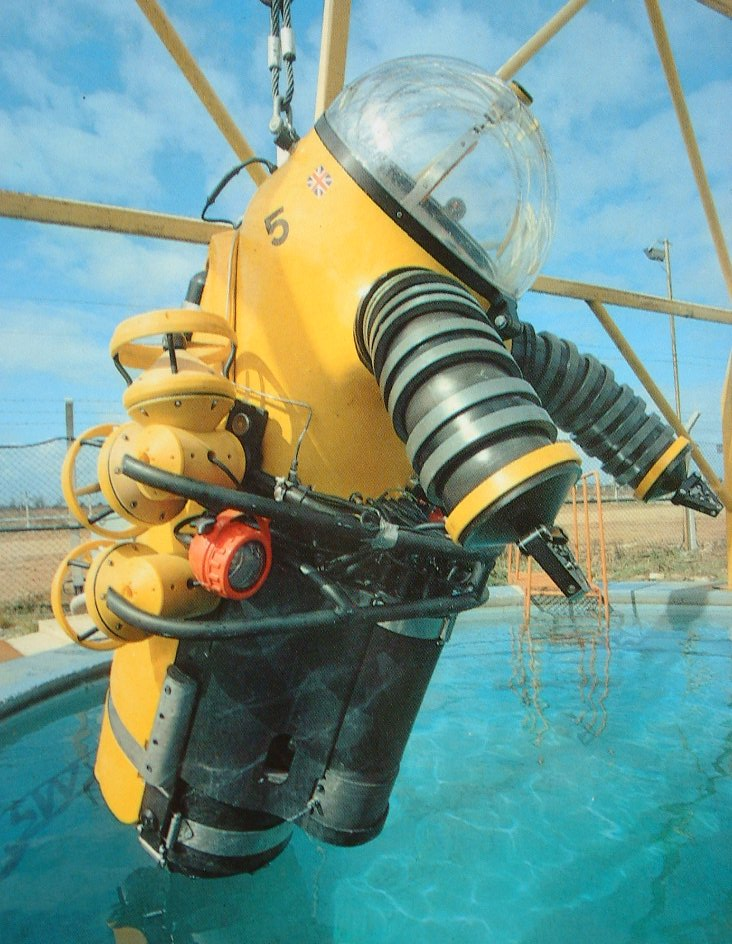
WASP
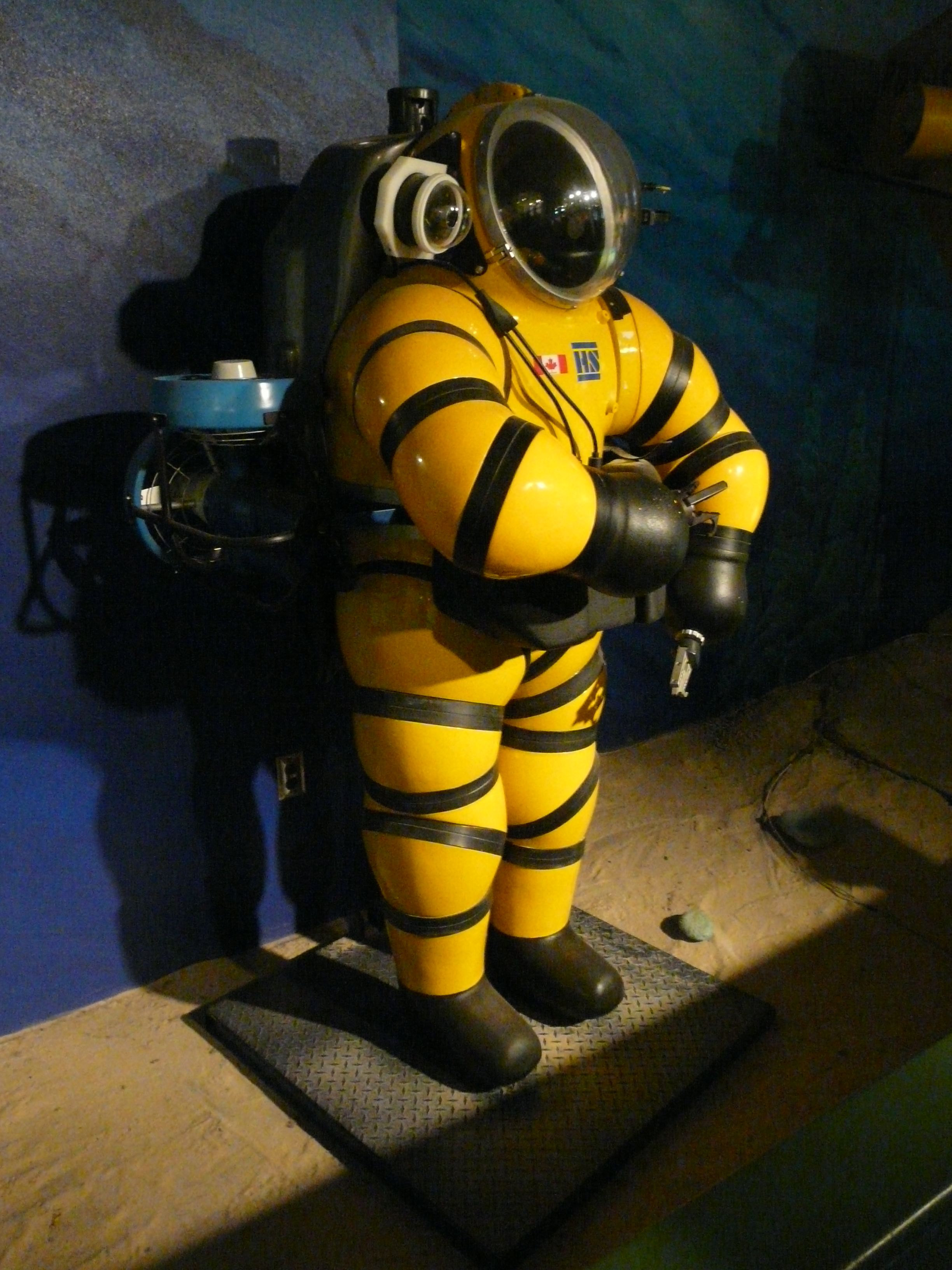
NEWTSUIT

## Einsatz heute

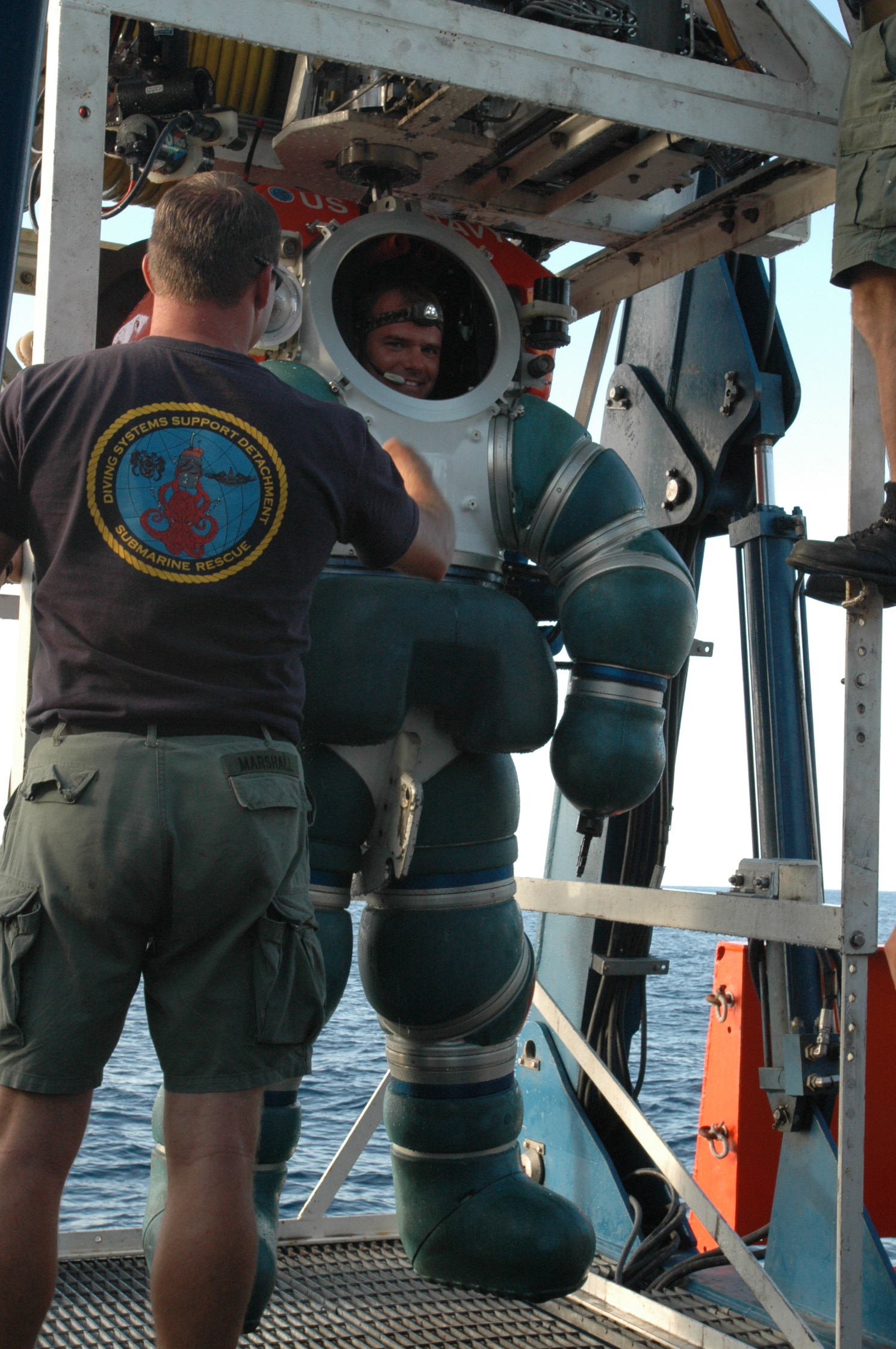
Tauchgang auf 610 Meter Tiefenrekord am 1. August 2006 durch Chief Navy Diver Daniel P. Jackson von der Navy Reserve Deep Submergence Unit (DSU)

Panzertauchgeräte sind heute in wirtschaftlicher wie technischer Konkurrenz zu den ferngesteuerten ROVs, den regulären Arbeits-U-Booten und dem Sättigungstauchen zu sehen. Jede Form weist spezifische Vor- und Nachteile sowohl im Preis, der Verfügbarkeit, des einmaligen und laufenden Aufwandes wie der eigentlichen Einsatzform auf.
Der aktuelle Tiefenrekord mit einem Panzertauchanzug wurde am 1. August 2006 im Rahmen eines Testprogramms der US Navy durch Daniel P. Jackson aufgestellt. Er tauchte 610 Meter (2000 Fuß) tief.